# Endasys rugiceps
Endasys rugiceps là một loài tò vò trong họ Ichneumonidae.